# 武庫夫地區斯托切克
武庫夫地區斯托切克是波蘭的城鎮，位於該國東部，由盧布林省負責管轄，面積9.15平方公里，主要經濟活動有服務業、輕工業和旅遊業，2006年人口2,719。

## 外部連結
- Official town website （页面存档备份，存于）

51°57′30″N 21°58′0″E / 51.95833°N 21.96667°E